# Deschanel Peak
Der Deschanel Peak ist ein 750 m hoher, teilweise vereister und isolierter Berg an der Fallières-Küste des Grahamlands auf der Antarktischen Halbinsel. Auf der Rasmussen-Halbinsel ragt er aus dem südlichen Abschnitt eines Gletschers südöstlich des Kap Berteaux auf.
Der Polarforscher Jean-Baptiste Charcot benannte ihn im Januar 1909 im Zuge der Fünften Französischen Antarktisexpedition (1908–1910). Namensgeber ist Paul Deschanel (1855–1922), ab 1898 Mitglied der Académie française und späterer Staatspräsident Frankreichs.